# Teddy bear toss

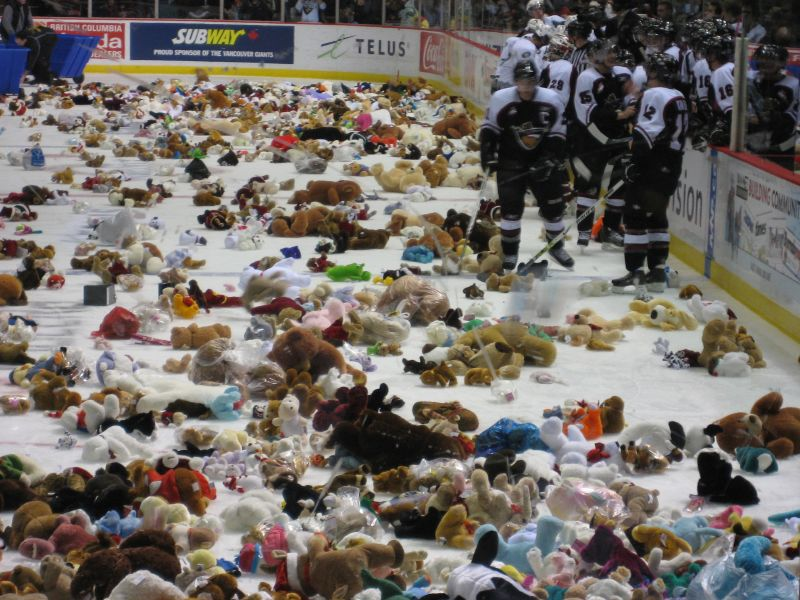
Teddy bear toss des fans des Giants de Vancouver en 2006

Le « teddy bear toss » (en français : « lancer d'ours en peluche ») est une pratique populaire, essentiellement américaine, lors des matchs de hockey sur glace, organisée habituellement à Noël, où les spectateurs sont invités à jeter des ours en peluche sur la glace de la patinoire.

## Déroulement
Les spectateurs sont invités à apporter des ours en peluche et à les jeter sur la glace lorsque l'équipe à domicile marque son premier but ou bien dès le coup de sifflet final. Les jouets sont ensuite ramassés pour être redistribués comme cadeaux de Noël pour les associations caritatives et les hôpitaux de la région où souvent les joueurs viennent les remettre en personne.

## Histoire
La première fois aurait eu lieu avec l'équipe des Kitchener Rangers, à Kitchener, Ontario. Des matchs des juniors, la pratique passe chez les adultes et elle se répand dans les clubs de la Ligue de hockey de l'Ouest, notamment Calgary, Alberta et Portland.
Le 25 novembre 2006, lorsque Kyle Bailey marque le but de la mort subite à la première minute des prolongations, les 7 485 supporters des Winterhawks de Portland jettent 14 361 peluches. Deux semaines plus tard, le 10 décembre, lorsque Ryan White marque un but en infériorité numérique à la quatorzième minute du premier tiers-temps lors du match contre les Cougars de Prince George, les 16 380 supporters des Hitmen de Calgary lancent 15 440 nounours.
Le 24 novembre 2007, les 6 343 supporters des Winterhawks ont déposé 20 372 nounours, au cours du dixième lancer annuel d'ours, lorsqu'ils ont cru à un but qui a été refusé. Six jours après, ceux des Hurricanes de Lethbridge parviennent un chiffre de 22 736. Puis les fans des Hitmen récupèrent ce record le 2 décembre avec un total de 26 919.
Le 5 janvier 2025, lors du match opposant les Bears de Hershey aux Bruins de Providence, les 10 514 spectateurs jettent sur la glace, après un but des Bears de Hershey, 102 343 peluches établissant ainsi un nouveau record du monde. Le ramassage des peluches a duré 45 minutes.
En France, la pratique s'est déjà faite avec les Gothiques d'Amiens ou les Drakkars de Caen ainsi que les Boxers de Bordeaux.